# Simple network management protocol
Simple network management protocol, förkortat till SNMP, är ett protokoll som används för att övervaka och hantera datornätverk baserade på TCP/IP – exempelvis Internet. SNMP har definierats av IETF. Den första definitionen lades fram 1988. År 1999 kom SNMP version 3, som innehåller förbättringar med avseende på säkerhet. Den nya versionen godkändes som internetstandard i mars år 2002.
De variabler som kan läsas eller skrivas via SNMP definieras i en eller flera så kallade MIB:ar, Management Information Bases.